# Akil Grier
Akil Akeme Anthony Jumaane Grier (sinh ngày 15 tháng 9 năm 1992) là một cựu cầu thủ bóng đá người Anh từng thi đấu ở vị trí tiền vệ.
Sinh ra ở Anh, anh lại đại diện cho Saint Kitts và Nevis ở cấp độ quốc tế.

## Cuộc sống ban đầu và cá nhân
Sinh ra ở Birmingham, Anh, Grier attended Aston Manor Academy.

## Sự nghiệp câu lạc bộ
Grier từng thi đấu cho West Bromwich Albion, Halesowen Town,Östersund, Hednesford Town, Stourbridge, Coleshill Town và Radcliffe.
Tại Stourbridge anh có 1 lần ra sân ở Worcestershire Senior Cup vào tháng 7 năm 2015 với tư cách thử việc.
Anh ký hợp đồng với Coleshill Town vào tháng 11 năm 2016.

## Sự nghiệp quốc tế
Anh có màn ra mắt quốc tế cho Saint Kitts và Nevis in 2011, và thi đấu ở vòng loại Giải vô địch bóng đá thế giới.

## Cuộc sống sau đó
Vào tháng 2 năm 2019, Grier bị kết án 5 năm tù vì tội hiếp dâm.